# Hister sikorae
Hister sikorae är en skalbaggsart som beskrevs av Lewis 1891. Hister sikorae ingår i släktet Hister och familjen stumpbaggar. Inga underarter finns listade i Catalogue of Life.